# 奎氏鬚鰍
奎氏鬚鰍（學名：Barbatula quignardi）為輻鰭魚綱鯉形目條鰍科鬚鰍屬的其中一種。分布於歐洲法國Lez至Tech河流域、Adour及Garonne河、西班牙Ebro淡水流域，體長可達7公分，棲息在礫石底質的底層水域，生活習性不明。

## 扩展阅读
維基物種上的相關：奎氏鬚鰍